# Kaple Božího hrobu (Drahoraz)
Kaple Božího hrobu v Drahorazi u Kopidlna na Jičínsku se nachází v obci na hřbitově. Spolu s kostelem svatých Petra a Pavla je chráněna jako nemovitá Kulturní památka České republiky.

## Historie
Kaple Božího hrobu byla postavena roku 1698. Jejím zakladatelem byl František Josef hrabě Šlik a postavena byla podle plánů vlašského architekta Giuseppe Gilmettiho. Stavební práce započaly po 31. květnu 1695, kdy hrabě obdržel kladnou odpověď od arcibiskupské konzistoře. Kapli byly uděleny plnomocné odpustky Papežem Benediktem XIV., který též ustanovil při ní konání poutí.

### Podoba kaple

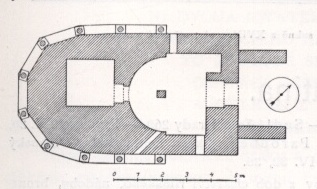
Půdorys kaple ve Slaném, pořízený F. Velcem (1904)

Kaple je jednou z nejstarších tohoto typu v Čechách a patří do takzvané „Slánské skupiny“. Jejím vzorem byla kaple stojící uprostřed Chrámu Božího hrobu v Jeruzalémě. Na vstupní Andělskou kapli navazuje půlkruhový presbytář s vlastním Božím hrobem, z vnější strany zdobený slepou arkádou. Střechu kaple zakončuje výrazná baldachýnová edikula.
Kaple je přistavěná k severní zdi kostela. Vchází se do ní z kostelní lodi po levé straně. Nad vchodem je umístěna kamenná deska s vytesaným letopočtem 1698. Po stranách této desky se nacházejí dva erby – hraběte Šlika a jeho první manželky Silvie Kateřiny hraběnky Kinské. Přední část stavby obsahuje Andělskou kapli, ve které je soška Panny Marie a dvě svíce, umístěné pod okenním výklenkem. Vchod do zadní části stavby – Božího hrobu, je nízký a je obložený kamennými kvádry. Na pravé straně místnosti je umístěna kamenná deska se dvěma klečícími anděli, socha Krista z bílého pískovce se nalézá pod náhrobním oltářem a byla zhotovena kameníkem Matyášem Vocáskem.